# Lliga Rural (Àustria)
Landbund (Lliga rural) fou un partit polític austríac fundat el 1919 amb el nom de Deutsche Bauernpartei (Partit dels Camperols Alemanys), i que representava als camperols alemanys d'Estíria, Caríntia i Alta Àustria. Reclamava la unió entre Àustria i Alemanya i s'oposava al marxisme, a l'austrofeixisme i al Heimwehr.
Va prendre part en els governs de coalició formats després de les eleccions legislatives austríaques de 1927 i fins al 1933, al que aportaren el vicecanceller i el ministre d'interior. Des de 1930 es va aliar amb el Partit Popular de la Gran Alemanya (Großdeutsche Volkspartei) per a crear una llista comuna electoral anonemada Nationaler Wirtschaftsblock (Bloc Econòmic Nacional), que fou dissolta el 1934.
rincipals polítics

## Llegat
Després de la Segona Guerra Mundial, quan es va formar un govern provisional d'Àustria el 1945, el Landbund n'havia de tenir un membre. Tanmateix, el grup no fou refundat en la Segona República. La majoria dels antics partidaris de la Landbund, que també es va oposar al socialisme i al catolicisme del Partit Socialcristià durant la Primera República i al Partit Popular d'Àustria durant la Segona República, es van integrar en la Verband der unabhängig i posteriorment al Partit de la Llibertat d'Àustria, que està fortament arrelada en la majoria de les mateixes àrees on el Landbund havia estat una important força política.

## Resultats electorals

### Eleccions legislatives
| Any  | Líder           | Vots                    | %                       | Escons   | +/- |
| ---- | --------------- | ----------------------- | ----------------------- | -------- | --- |
| 1920 |                 | 124,114                 | 4.16                    | 7 / 183  | Nou |
| 1923 |                 | 99,583                  | 3.01                    | 5 / 165  | 2   |
| 1927 | Karl Hartleb    | 230,157                 | 6.32                    | 9 / 165  | 3   |
| 1930 | Franz Dinghofer | En coalició amb el GDVP | En coalició amb el GDVP | 19 / 165 | 10  |

## Membres del partit
- Karl Hartleb (Vice Canceller 1927-1930)
- Vincenz Schumy (Governador de Caríntia 1923-1927)
- Franz Winkler (Vice Canceller 1932/33)